# Ze’ew Hadari
Ze’ew Venia Hadari, także Venia Pomerantz (ur. 15 września 1916 w Łodzi, zm. 7 listopada 2001 w Beer-Szewa) – fizyk jądrowy, członek organizacji Frajhajt, założyciel Wydziału Inżynierii Jądrowej Uniwersytetu Ben-Guriona i profesor fizyki, założyciel hachszary im. Bera Borochowa w Łodzi.

## Życiorys
Hadari w lipcu 1931 w okresie gdy był członkiem organizacji Frajhajt wraz z Hananem Meirim z organizacji He-Chaluc podjął się organizacji obozu szkoleniowego dla Żydów – hachszary im. Bera Borochowa w Łodzi, początkowo znajdującego się przy ul. Ogrodowej 9, następnie w 1934 przeniesionego na ul. Leszno 41 (późn. ul. gen. L. Żeligowskiego). Założyciele ośrodka organizowali pracę dla młodych Żydów, w celu przygotowania ich do emigracji do Izraela i odbudowy państwa. 
Hadari wyemigrował do Izraela w 1935 roku i dołączył do kibucu Giwat ha-Szelosza. W trakcie II wojny światowej był członkiem Histadrutu i Ruch Kibucowego. W ramach działalności w niniejszych organizacjach został wydelegowany do Konstantynopola, gdzie w ramach Komitetu Ratunkowego Agencji Żydowskiej działał na rzecz pomocy Żydom, żyjącym pod okupacją niemiecką. Odpowiadał za działania z węgierskimi Żydami. Celem jego działań  było dostarczenie 10 000 ciężarówek, które miały być wymienione w ramach akcji „dobra za krew”, która zakończyła się niepowodzeniem. Od 1944 Hadari działał na rzecz tworzenia ruchu He-Chaluc w Bułgarii. W 1945 we Francji uczestniczył w organizowaniu nielegalnej aliji jako zastępca szefa organizacji Mossad LeAliyah Bet – Szaula Avigura. W Paryżu organizował nielegalny transport imigrantów na statku „Exodus” do Izraela. Następnie zaciągnął się do Sił Obronnych Izraela, gdzie służył w jednostce Palmach w Brygadzie Pancernej Harel, w której szeregach został ranny w trakcie walk o niepodległość Izraela. Następnie po ukończeniu służby wojskowej podjął studia z zakresu fizyki jądrowej na Sorbonie w Paryżu, gdzie ostatecznie uzyskał stopień doktora. Następnie powrócił do Izraela gdzie wziął udział w tworzeniu Centrum Badań Jądrowych Negew w Dimonie, gdzie zajmował się tworzeniem reaktora jądrowego. W tym okresie działał również na rzecz utworzenia Uniwersytetu Negewu, po którego utworzeniu pełnił funkcję wykładowcy i profesora.
W latach 1961–1963 był burmistrzem Beer-Szewy.
W 1983 Hadari zdobył nagrodę Icchaka Sadeha przyznawaną za najlepsze książki w kategorii literatury wojskowej.
Jedna z alej w Beer-Szewie w 2011 została nazwana na cześć Hadariego.

## Publikacje
- Voyage to freedom: an episode in the illegal immigration to Palestine (1985)[9],
- Second Exodus: the full story of Jewish illegal immigration to Palestine, 1945–1948 (1991)[10].